# Жоржолиани, Александр Максимович
Алекса́ндр Макси́мович Жоржолиа́ни (груз. ალექსანდრე (სანდრო) მაქსიმეს ძე ჟორჟოლიანი; 27 января (8 февраля) 1888, Озургеты, Российская империя, ныне Грузия — 24 июня 1969, Тбилиси, Грузия) — грузинский актёр театра и кино. Народный артист Грузинской ССР (1942).

## Биография
В 1911 году окончил историко-филологический факультет Одесского университета.
Работал в ряде театров (Тбилисский академический театр имени К. Марджанишвили и другие).
В 1925 году началась его кинокарьера. Известен в основном как комедийный актёр.

## Фильмография
- 1926 — Натэлла — Хити
- 1926 — Мачеха Саманишвили (к/м)— Аристо
- 1928 — Элисо
- 1929 — Трубка коммунара — лейтенант
- 1934 — Последний маскарад — секретарь
- 1934 — До скорого свидания! — староста
- 1936 — Дарико — писарь Мосэ
- 1937 — Золотистая долина — Костай
- 1937 — Потерянный рай — Аристо
- 1938 — Великое зарево — военврач
- 1940 — Родина — Ясони
- 1940 — Девушка из Хидобани — Хахули
- 1941 — Огни Колхиды — Манча
- 1942—1943 — Георгий Саакадзе — князь Орбелиани
- 1943 — Он ещё вернется — почтальон
- 1945 — Строптивые соседи
- 1947 — Колыбель поэта — учитель
- 1948 — Кето и Котэ — Бешкен
- 1949 — Счастливая встреча — Серапион
- 1951 — Весна в Сакене — Антони
- 1954 — Стрекоза — Кирилл
- 1956 — Заноза — Сандро
- 1956 — Песнь Этери — Коциа
- 1957 — Пожилые (ТВ)
- 1958 — Манана — дедушка
- 1959 — Вражда (м/ф, озвучивание)
- 1959 — Я скажу правду — посетитель казино (нет в титрах)
- 1960 — Дедушка Гигия
- 1961 — Жених без диплома
- 1962 — Я, бабушка, Илико и Илларион — Илико
- 1963 — Куклы смеются
- 1965 — Пьер — сотрудник милиции
- 1965 — Я вижу солнце — Еденико
- 1967 — Таинственная стена — эпизод
- 1970 — Заходящее солнце (к/м новелла в киноальманахе «Мяч, перчатка и капитан»)

## Награды и звания
- Народный артист Грузинской ССР (1942)
- два ордена Трудового Красного Знамени (01.04.1938 — за исполнение роли секретаря в кинокартине «Последний маскарад»; 30.11.1950[1] и 17.04.1958)